# 보잉 X-46

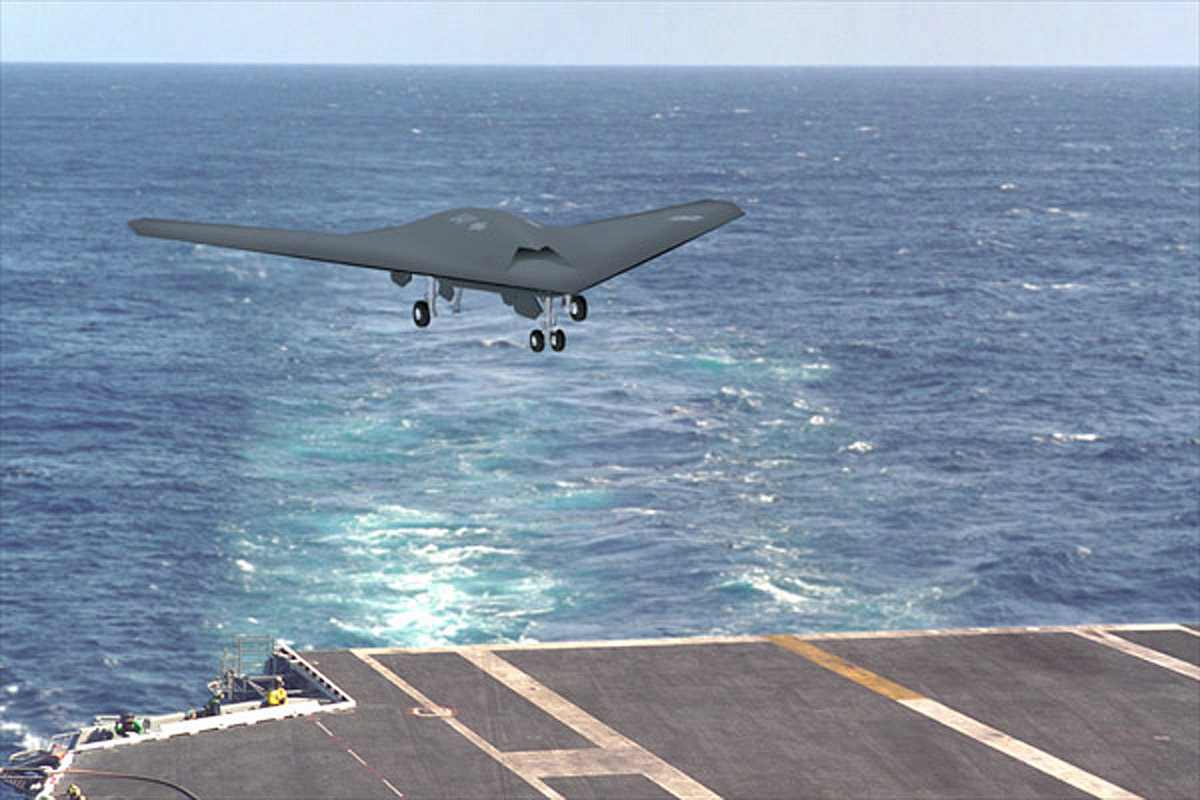

보잉 X-46은 미국 공군을 위해 개발 중인 보잉 X-45 UCAV의 해군 항공모함 기반 변형으로 미 해군 및 DARPA와 협력하여 개발할 제안된 무인 전투 항공기(UCAV)이다. 2000년 6월에는 X-46A에 대해 보잉과 X-47A에 대해 노스롭그루먼의 두 가지 기술 시연 계약이 체결되었다.
그러나 2003년 4월, 공군과 해군의 노력은 DARPA/USAF/해군 합동 J-UCAV 프로그램에 따라 공식적으로 통합되었으며 나중에 J-UCAS(Joint Unmanned Combat Air Systems)로 이름이 바뀌었고 X-46 프로그램은 종료되었다.
해군 전용 N-UCAS 실증 프로그램은 2006년 여름에 시작되었다. 보잉은 X-46 및 X-45용으로 개발된 재료를 사용하여 X-45N을 해군 UCAV 실증기로 제안할 예정이다.